# Augustinus-Verein
Augustinus-Verein zur Pflege der katholischen Presse war eine 1878 in Düsseldorf gegründete Vereinigung zur Förderung der katholischen Tagespresse.
Im Rahmen des Kulturkampfs gründeten Vertreter des katholischen Pressewesens und des politischen Katholizismus wie Heinrich Otto, Georg Friedrich Dasbach, Karl Heinrich zu Löwenstein-Wertheim-Rosenberg, Hermann Joseph Schmitz und Eduard Hüsgen den Verein. Das Ziel war die moralische Unterstützung und eine Informationsversorgung der bestehenden, häufig mit geringer Auflage erscheinenden Blätter mit einer gemeinsamen Behandlung der Tagesfragen. In der Art einer Nachrichtenagentur wurde etwa von eigenen Korrespondenten aus Berlin berichtet. Weiter sollten neue und hilfsbedürftige Journalisten unterstützt werden. Von 1897 bis 1934 wurde als Vereinszeitschrift das Augustinusblatt herausgegeben. 1904 hatte der Verein 850 Mitglieder, organisiert in zehn Regionalverbänden.
Eduard Hüsgen übernahm 1908 den Vorsitz vom verstorbenen Heinrich Otto. Er veranlasste eine Öffnung des Augustinus-Vereins für Frauen. Im Zentrumsstreit vertrat der Verein unter Hüsgen die Kölner Richtung, die Zeitungen dieser Ausrichtung wurden als Augustinus-Presse bezeichnet. Im Herbst 1911 wurde einer der schärfsten Kritiker der Kölner Richtung, Hans Georg von Oppersdorff, aus dem Augustinus-Verein ausgeschlossen. 1912 folgte auf Hüsgen der Dortmunder Lambert Lensing. 1928 wurde das fünfzigjährige Jubiläum des Vereins gefeiert. 1934 erfolgte unter den Bedingungen des Hitlerregimes die Einstellung der Aktivitäten, eine Wiederbegründung fand nicht statt.